# Uvariopsis dicaprio
Uvariopsis dicaprio este o specie de plante care aparține genului Uvariopsis, familia Annonaceae. Specia a fost descoperită în Pădurea Ebo din Camerun și a fost descrisă formal pentru prima dată în 2022, când a fost denumită în onoarea lui Leonardo DiCaprio de către botaniștii de la Grădinile Botanice Regale, Kew.